# Barlaam de Seminara

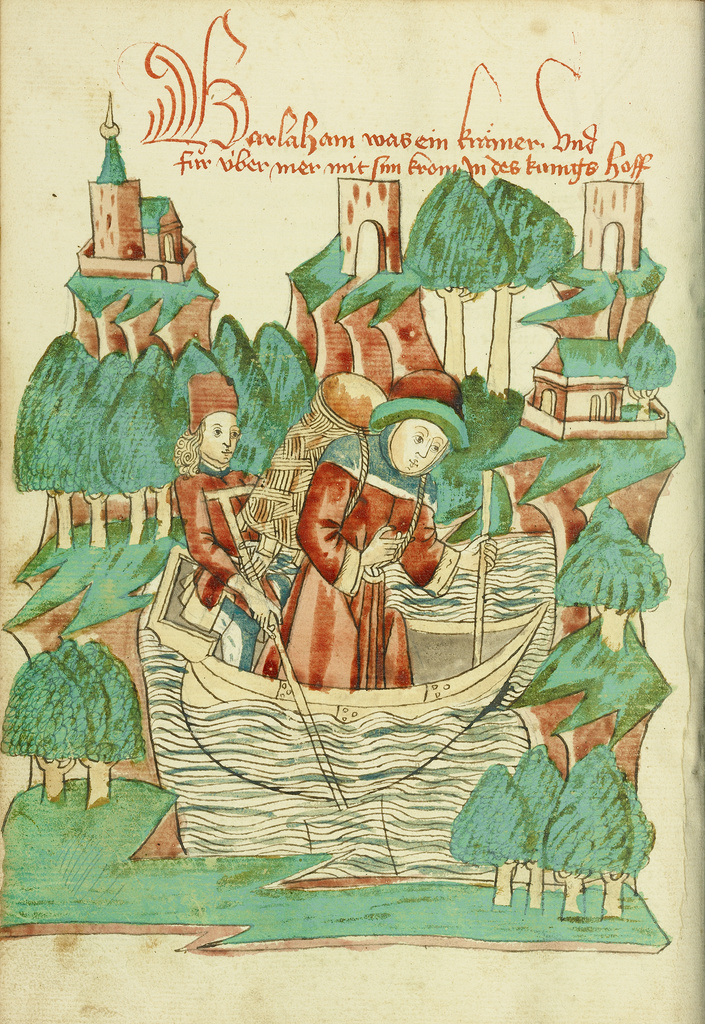

Barlaam di Seminara, también llamado Barlaam el Calabrés o Varlaam (Seminara 1290 ~ Gerace, 1350), fue un monje, teólogo y matemático italiano.
Nacido probablemente en torno al 1290 en la población calabresa de Seminara, y siendo monje basiliano, adherente a la Iglesia ortodoxa (algo muy frecuente entonces en el extremo sur de Italia), Barlaam fue protagonista de una violenta polémica contra los practicantes de los métodos ascéticos y místicos de algunos monjes del monte Athos. Tales métodos eran principalmente los del hesicasmo, que poseía un apoyo teórico en el palamismo, por lo cual el choque de Barlaam fue luego directamente con Gregorio Palamás. La crítica hecha por Balaam a tal misticismo se centraba en la pasividad y acaso abulia del mismo. Concretamente, Barlaam se burló de los hesicastas tratándolos de meros practicantes de la onfaloscopía, es decir, de mirarse el ombligo.
Excomulgado por el patriarca bizantino en el Concilio de Constantinopla sobre hesicasmo de 1341, pasó entonces a la Iglesia católica obteniendo, gracias a la ayuda de Petrarca (a quien enseñó rudimentos de griego en Aviñón), el obispado católico de la calabresa ciudad de Gerace.
Barlaam también se dedicó a las matemáticas escribiendo en griego una Logística, obra en la cual explica las reglas de cálculo con números enteros, fracciones genéricas y fracciones sexagesimales. Tal obra fue impresa en Estrasburgo en 1592 y en París en 1600 junto a su traducción en latín.